# 1980年逝世人物列表
下面是1980年逝世的知名人士列表。
1980年逝世人物列表：1月 - 2月 - 3月 - 4月 - 5月 - 6月 - 7月 - 8月 - 9月 - 10月 - 11月 - 12月

## 1月

### 1日
- 阿爾多·艾米，義大利帕爾馬和摩德納足球運動員
- 阿道夫·多伊奇，英國出生的美國作曲家
- 彼得羅·內尼，義大利政治家[1]
- 弗兰克·怀科夫，美國奧林匹克運動員[2]

### 3日
- 乔伊·亚当森，奧地利環保主義者和作家[3]
- 阿莫斯·米爾本，美國 R&B 歌手和鋼琴家
- 伊萬·特裡索，愛沙尼亞裔美國演員
- Lucien Buysse，比利時自行車手和環法自行車賽冠軍

### 6日
- 安東尼奧·畢爾巴鄂·拉維耶哈，阿根廷國際橄欖球聯盟足球運動員
- 皮爾桑蒂·馬塔雷拉，西西里島總統[4]
- 喬治安娜·蒂爾曼（Georgeanna Tillman），美國歌手，女子組合Marvelettes的原始成員

### 7日
- 愛琳·比斯利，美國歌手
- 西蒙娜·馬蒂厄，法國網球冠軍
- 拉裡·威廉姆斯，美國節奏藍調和搖滾歌手、詞曲作者和鋼琴家
- 莎拉·塞爾比，美國女演員

### 8日
- 约翰·莫奇利，美國物理學家和發明家[5]
- 奧斯卡·尤因，美國律師、社會改革家和政治家

### 9日
- 加埃塔諾·貝洛尼，義大利職業公路賽車手

### 10日
- 喬治·米尼，美國勞工領袖[6]

### 11日
- 瓦倫丁·布洛姆菲爾德，英國陸軍少將
- 芭芭拉·皮姆，英國小說家[7]

### 13日
- 埃裡克·奧爾德溫克爾，設計師、插畫家和二戰官方藝術家
- 安德列·科斯特拉內茨，俄羅斯指揮家和編曲家

### 14日
- 羅伯特·阿德雷，美國劇作家、編劇和科學作家

### 17日
- 芭芭拉·布里頓，美國電影和電視女演員

### 18日
- 塞西爾·比頓，英國攝影師[8]

### 19日
- 理查·弗蘭科·戈德曼，指揮家、教育家、作家、音樂評論家和作曲家
- 威廉·道格拉斯（William O. Douglas），美國法學家，1939 年至 1975 年擔任美國最高法院大法官

### 21日
- 克萊德·巴恩哈特，美國職業棒球大聯盟匹茲堡海盜隊球員

### 23日
- 飯田祥二郎，日本將軍[9]
- 利爾·達戈弗，德國女演員[10]
- 巴布斯·岡薩雷斯（Babs Gonzales），美國 bebop 歌手、詩人和自出版作家

### 24日
- 特裡·安德森，英格蘭足球運動員，主要效力於諾維奇城

### 25日
- 奎妮·沃茨，英國女演員和偶爾的歌手

### 27日
- 佩皮諾·德·菲利波，義大利演員

### 28日
- 佛朗哥·伊萬傑利斯蒂，義大利作曲家
- 克羅格·巴布，美國電影製片人和表演者

### 29日
- 吉米·杜蘭特，美國演員、歌手和喜劇演員[11]
- 阿裡·阿德博，伊朗拳擊手，波斯波利斯足球俱樂部創始人

### 30日
- 朗海爾教授，美國音樂家[12]

### 31日
- 何塞·巴斯克斯·阿吉拉爾（Jose Vasquez Aguilar），第一位獲得拉蒙·麥格賽賽獎的菲律賓人
- 伊芙琳·博尚夫人，現代第一位進入圖坦卡蒙墓的女性
- 雅各斯·杜米尼（Jacobus Duminy），南非學者，曾任開普敦大學校長和副校長

### 日期不詳
- 唐·阿爾伯特，美國爵士小號手和樂隊領隊

## 2月

### 1日
- 傑克·貝利，美國演員和日間遊戲節目主持人

### 2日
- 威廉·霍华德·斯坦，美國化學家，諾貝爾化學獎獲得者[13]

### 3日
- 瑪妮·巴塞特，澳大利亞歷史學家、傳記作家和旅行作家
- 漢娜·羅維娜，俄羅斯-以色列女演員

### 4日
- 斯托揚·阿拉利卡，塞爾維亞印象派畫家和學者

### 5日
- Nachman Aronszajn，波蘭裔美國數學家

### 6日
- 威廉·亞伯拉罕，第二次世界大戰期間在印度和緬甸服役的英國陸軍軍官

### 7日
- 魯道夫·博斯哈德，瑞士賽艇運動員和奧運獎牌得主
- 理查德·威廉斯，澳大利亞皇家空軍軍官

### 8日
- 伊森堡和布丁根的安娜公主，名義上的利普公主
- 歐文·弗里德里希·鮑曼，瑞士建築師和雕塑家
- Nikos Xilouris，希臘流行歌手
- 弗朗切斯科·祖凯蒂，法國奧運自行車運動員

### 9日
- 查理·福克斯，美國男中音薩克斯管演奏家，貝西伯爵管弦樂團成員

### 10日
- 沃利·威爾士，美國電影演員，擅長西部片

### 11日
- R.C.馬宗達爾，印度歷史學家

### 12日
- 撒母耳·伯傑（Samuel D. Berger），美國外交官，美國駐韓國大使

### 13日
- 大衛·詹森，美國演員[14]
- 马里安·雷耶夫斯基，波蘭數學家和密碼學家

### 14日
- 綾部橘樹，二戰日本帝國陸軍將軍
- 瑪麗·貝斯納德（Marie Besnard），法國被告並被無罪釋放的連環毒犯

### 16日
- 埃里希·休克尔，德國物理學家和物理化學家[15]

### 17日
- 格雷厄姆·薩瑟蘭，英國藝術家[16]

### 19日
- 罗伯特·莫里森，英國奧運賽艇運動員
- 邦·斯科特，蘇格蘭-澳大利亞搖滾歌手（AC/DC）[17]

### 20日
- 約瑟夫·班克斯·萊茵，美國超心理學家[18]
- 爱丽丝·罗斯福·隆沃思，美國作家和社交名媛

### 21日
- 阿爾弗雷德·安德施，德國作家、出版商和電臺編輯
- 阿爾多·安德列奧蒂，義大利數學家
- 戈登·博伊德（Gordon Boyd），蘇格蘭國際橄欖球聯盟球員
- 切斯特·勞克（Chester Lauck），喜劇演員，在美國廣播喜劇《盧姆和阿布納》中扮演盧姆·愛德華茲（Lum and Abner）

### 22日
- 赤松貞明，日本王牌戰鬥機飛行員
- 奥斯卡·柯克西卡，奧地利畫家和詩人[19]
- 迪克·卡爾曼，美國演員

### 23日
- 恩里科·塞利奧，瑞士政治家，瑞士聯邦第49任總統

### 24日
- 克萊門特·馬丁·多克，南非語言學家[20]

### 26日
- 馬里奧·馬托利，義大利導演和編劇

### 28日
- 伊恩·皮布爾斯，板球運動員，曾效力於牛津大學、米德爾塞克斯、蘇格蘭和英格蘭；後來成為《星期日泰晤士報》的記者

### 29日
- 伊加爾·阿隆，以色列政治家和陸軍上將

## 3月

### 1日
- 埃米特·阿什福德，第一位非裔美國職業棒球大聯盟裁判
- Wilhelmina Cooper，荷蘭裔美國模特和模特經紀公司的老闆
- 迪斯·甸，英國足球運動員

### 2日
- 羅蘭·阿蒙特爾，法國演員

### 4日
- Johannes Martin Bijvoet，荷蘭化學家和晶體學家
- Vakhtang Ananyan，亞美尼亞作家和記者

### 5日
- 傑伊·西弗里斯，加拿大演員[21]

### 9日
- 尼古拉·伊万诺维奇·博戈柳博夫，蘇聯和俄羅斯演員
- 奧爾加·契霍娃，俄裔德國女演員[22]

### 10日
- 何塞·阿梅裡科·德·阿爾梅達，巴西作家、政治家、律師和教師
- 赫爾曼·塔諾沃（Herman Tarnower），美國心臟病專家，暢銷飲食書的合著者；後來被他的妻子謀殺

### 13日
- Gerritdina Benders-Letteboer，荷蘭抵抗運動成員
- 羅蘭·西莫內特，巴哈馬第一任總理

### 14日
- Henk Blomvliet，荷蘭足球運動員，代表荷蘭）
- 費利克斯·羅德裡格斯·德拉富恩特，西班牙博物學家和電視節目主持人
- 穆罕默德·哈达，印尼第一副總統
- 安娜·揚塔爾，波蘭歌手
- 阿拉德·洛文斯坦（Allard Lowenstein），美國民主黨政治家;曾擔任紐約州拿騷縣第五國會選區的美國眾議員。

### 15日
- 查理斯·奧斯丁（橄欖球聯盟），美國橄欖球聯盟球員、官員和教練
- 奧克塔維奧·布蘭當，巴西藥劑師、政治家和活動家

### 17日
- 邦烏姆，寮國第四任總理
- 魯道夫·喬治·埃舍爾，荷蘭作曲家和音樂理論家

### 18日
- 埃里希·弗罗姆，德裔美國心理學家和哲學家[23]
- 塔瑪拉·德·藍碧嘉，波蘭畫家[24]
- 路易絲·洛夫利，澳大利亞女演員[25]
- 赫爾曼·格裡菲斯（Herman Griffith），西印度板球運動員；參加了西印度群島首次英格蘭測試之旅的第一場測試賽；是那次巡迴賽的主要投球手之一

### 19日
- 米倫·布蘭德，美國作家和詩人

### 21日
- 馬塞爾·布薩克，純種賽馬飼養員

### 23日
- S. W. Alexander，英國記者和政治活動家

### 24日
- 約翰·巴里，英國演員
- 埃裡克·本斯特德，澳大利亞一流板球運動員
- 皮埃爾·埃切巴斯特，法國網球運動員
- 奥斯卡·罗梅罗，薩爾瓦多羅馬天主教大主教[26]

### 25日
- 埃爾米尼奧·馬卡里奧，義大利演員
- 瓦爾特·薩斯坎德，捷克指揮家[27]
- 米尔顿·艾瑞克森，美國精神病學家[28]

### 26日
- 罗兰·巴特，法國文學評論家和作家[29]

### 27日
- 弗朗茨·J·英格尔芬格，69岁，美籍德裔医生、研究者和杂志编辑

### 28日
- 英國高等法院法官芬頓·阿特金森（Fenton Atkinson）監督了對摩爾人殺人犯的審判
- 迪克·海姆斯，阿根廷演員、歌手[30]

### 29日
- 阿农齐奥·保罗·曼托瓦尼，英意指揮家和編曲家[31]

### 30日
- 納塔利奧·巴卡索（Natalio Bacalso），菲律賓作家、報人、電臺廣播員、電影製片人和制憲會議代表
- 孙德胜，越南民主共和國第二任總統
- 安農齊奧·曼托瓦尼，義大利英國指揮家、作曲家和輕管弦樂風格的藝人

### 31日
- 弗拉基米爾·霍蘭，捷克詩人
- 杰西·欧文斯，美國奧林匹克運動員[32]

## 4月

### 2日
- 迪克·霍沃斯，英國板球運動員

### 3日
- 阿奇·本，澳大利亞聯邦參議員
- Luella Gear，美國女演員

### 4日
- 麗塔·羅米莉·本森，美國舞臺女演員和表演老師

### 6日
- 安東尼·巴爾奇，英國電影導演和發行人

### 8日
- 威廉·阿維，瑞典冰球運動員

### 10日
- 凱·梅德福，美國女演員和歌手

### 11日
- 查利·博拉，美國運動員和奧運金牌得主
- 弗洛倫斯·萊克，美國女演員，在埃德加·甘迺迪（Edgar Kennedy）的大部分喜劇短片（1904年）中以女主角而聞名

### 12日
- 魯傑羅·博諾米，西班牙內戰和第二次世界大戰期間的義大利空軍將軍
- 威廉·理查德·托尔伯特，利比里亞第20任總統

### 13日
- 弗雷德里克·亞歷山大（Frederick D. Alexander），美國商人、民權活動家和政治家，自 1890 年代以來第一位在夏洛特市議會任職的非裔美國人

### 14日
- 湯姆·法登，美國演員；在他漫長的職業生涯中，在合法的舞臺、雜耍、電影和電視上表演。

### 15日
- 格蒂·阿基梅德，瓜德羅普島政治家，第一位通過瓜德羅普島律師協會的女律師
- 雷蒙德·貝利（Raymond Bailey），美國演員喜劇演員，在《貝弗利鄉巴佬》中以米爾本·德賴斯代爾而聞名
- 让-保罗·萨特，法國哲學家和作家，諾貝爾文學獎獲得者[33]
- 馬歇爾·里德，美國演員，1943 年至 1978 年間出演了200多部電影

### 19日
- 托尼·貝克利，英國演員
- 查理斯·西爾，美國演員
- 埃塞爾·威爾遜，加拿大短篇小說和小說作家

### 20日
- 君特·巴厘爾，德國演員
- 查理斯·斯坦利·布萊爾，美國馬里蘭州地區法院地區法官
- 赫爾穆特·考特納，德國電影導演
- 凱薩琳·肯尼象特·大衛斯，美國作曲家[34]

### 21日
- 但丁·阿戈斯蒂尼，義大利出生的法國鼓手
- 蘇赫拉布·塞佩赫里，波斯詩人和畫家
- 亚历山大·奥巴林（Aleksandr Oparin），蘇聯生物化學家，以其關於生命起源的理論而聞名；還研究了植物材料加工的生物化學和植物細胞中的酶反應

### 22日
- 簡·弗羅曼，美國歌手和演員[35]
- 弗里茨·施特拉斯曼，德國化學家

### 24日
- 詹姆斯·布伊斯，荷蘭羅馬天主教主教，亞庇代牧[36]
- 阿萊霍·卡彭蒂埃，古巴作家

### 25日
- 卡蒂亞·曼恩，美國女演員和歌手，儘管有慢性健康問題，但在舞臺、廣播和電視上表演

### 26日
- 西塞莉·考特內奇，英國女演員[37]

### 27日
- 馬里奧·巴瓦，義大利導演

### 28日
- 安德里亚·安科维奇，克羅埃西亞足球運動員和經理
- 湯瑪斯·塞特爾（Thomas G. W. Settle），美國創紀錄的熱氣球運動員和海軍上將[38]

### 29日
- 亞弗列·希治閣，英國電影導演[39]

### 30日
- 哈羅德·羅伯特·亞倫，美國陸軍中將[40]
- 亞瑟·班納，英國足球運動員
- 路易斯·穆尼奥斯·马林，波多黎各記者、政治家和政治家

### 日期不詳
- 赫伯特·鮑曼，美國網球運動員

## 5月

### 2日
- 克拉裡·格裡米特，紐西蘭出生的澳大利亞板球運動員[41]
- 喬治·帕爾，匈牙利裔美國動畫師和製片人[42]
- 阿利烏恩·迪奧普，塞內加爾作家和編輯，《非洲人》雜誌的創始人，黑人運動的核心人物

### 4日
- 约瑟普·布罗兹·铁托，南斯拉夫共產黨軍事和政治領袖，南斯拉夫第19任總理，南斯拉夫第一任總統
- 凱·哈蒙德，英國舞臺和電影女演員

### 5日
- 伊莎貝爾·布裡格斯·邁爾斯，美國心理學理論家，邁爾斯-布裡格斯類型指標的共同創造者

### 6日
- 瑪麗亞·路易莎·邦巴爾，智利小說家和詩人

### 7日
- 小西格瓦爾·貝爾格森，挪威航運大亨

### 8日
- 傑弗里·貝克爵士，英國陸軍元帥，總參謀長

### 12日
- 莉蓮·羅斯，美國女演員[43]

### 13日
- 埃利奧特·阿諾德，美國報紙專題作家、小說家和編劇

### 14日
- 卡爾·艾伯特，德國戲劇和歌劇導演
- 法瑪瓦蒂，印尼首任第一夫人
- 威廉·魏斯曼，德國作曲家和音樂學家
- 休·格里夫斯，威爾士演員[44]

### 15日
- 萊拉·布利斯，美國女演員

### 16日
- 馬林·普雷達，羅馬尼亞作家

### 17日
- 恩斯特·布魯姆，德國國際足球運動員

### 18日
- 大衛·A·約翰斯頓，美國火山學家，在 1980年火山爆发中喪生
- 伊恩·柯蒂斯，英國音樂家和歌手
- 里德·布萊克本，美國攝影記者
- 哈里·R·杜鲁门，美國商人、走私者和探礦者

### 21日
- 艾達·卡明斯卡，波蘭女演員、劇作家和翻譯家

### 26日
- 弗朗茨·巴切林，德國藝術總監

### 28日
- 罗尔夫·内万林纳，芬蘭數學家

### 30日
- 天津乙女，日本舞蹈家和演員

### 未知日期
- Leo A. Berg，美國政治家，俄亥俄州阿克倫市市長

## 6月

### 1日
- 美國職業棒球大聯盟左撇子投手魯布·馬夸德（Rube Marquard）在紐約巨人隊取得了最大的成功

### 3日
- Naum Akhiezer，猶太裔蘇聯數學家
- 弗雷德·貝爾，美國電影和電視演員

### 5日
- 喬治·阿門多拉，義大利作家和政治家

### 6日
- 露丝·阿伦斯，美國乒乓球運動員、雜耍藝人和人才經理

### 7日
- 理查·博內利，美國歌劇男中音
- 菲力浦·古斯頓，美國畫家[45]
- 亨利·米勒，美國作家[46]
- 瑪麗安·斯皮查爾斯基，波蘭建築師和政治家，前波蘭國家元首

### 8日
- 恩斯特·布施，德國歌手和演員
- 阿爾弗雷多·布里漢特·達科斯塔，巴西足球運動員

### 12日
- Lawrence Anionwu，奈及利亞行政長官和外交官，奈及利亞第一任駐義大利大使
- 米爾本·斯通，75歲，美國演員
- 大平正芳，日本政治家，日本第43任首相
- 比利·巴特林（Billy Butlin），企業家，他的名字是英國巴特林度假營的代名詞。

### 13日
- 沃爾特·羅德尼，圭亞那歷史學家和政治人物

### 18日
- 亨利·奧蘭德，美國中將，曾在第一次世界大戰、第二次世界大戰和朝鮮戰爭中服役
- 克里夫·伯傑爾，美國特技演員和賽車手
- 莫裡斯·布里奇曼，英國石油商
- 特倫斯·費舍爾，英國導演
- 安德列·勒杜克，法國自行車運動員，曾贏得 1930 年和 1932 年環法自行車賽冠軍，並在 1924 年夏季奧運會上獲得金牌

### 20日
- 艾倫·佩特森，瑞典作曲家和中提琴家，被認為是20世紀最重要的瑞典作曲家之一

### 21日
- 伯特·坎普弗特，德國樂團團長和詞曲作者[47]

### 23日
- 瓦季姆·別列津斯基，蘇聯物理學家
- V. V. Giri，印度政治家和印度第四任總統
- 克萊福德·斯蒂爾，美國畫家
- 約翰·勞里，蘇格蘭舞臺、電影和電視演員
- 桑傑·甘地（Sanjay Gandhi），印度政治家，曾任國會議員和人民院議員。

### 24日
- 康妮·麥克·貝瑞，美國人，打過職業足球、棒球和籃球
- 鮑裡斯·考夫曼，俄羅斯電影攝影師

### 26日
- 哈爾·阿洛瑪，夏威夷鋼吉他手、歌手和樂隊領隊
- 伊格內修斯·雅各三世，安提阿族長

### 27日
- 巴尼·比加德，美國爵士單簧管演奏家，以在艾靈頓公爵任職 15 年而聞名

### 28日
- 赫比·費耶，美國演員[48]
- 何塞·伊圖爾比，西班牙指揮家和音樂家[30]
- 海倫·道格拉斯（Helen Gahagan Douglas），美國女演員和政治家

### 29日
- 菲力浦·阿加爾佐夫，蘇聯列寧勳章獲得者
- 豪爾赫·巴薩德雷，秘魯歷史學家

### 30日
- 萊斯特·布萊恩，澳大利亞飛行員和航空公司高管先驅

## 7月

### 1日
- C·P·斯诺，英國物理學家和小說家[49]

### 2日
- 湯姆·巴里，愛爾蘭共和軍遊擊隊領袖

### 3日
- 阿德索吉·阿德雷米，奈及利亞西部地區州長
- 邓华，中國將軍
- 阿卜杜勒-哈米德·谢拉夫，約旦第51任總理

### 4日
- 格雷戈里·贝特森，英國人類學家、人類學家、社會科學家、語言學家、符號學家和控制論者[50]

### 6日
- 蓋爾·派翠克，美國女演員[51]

### 7日
- 俄羅斯德米特裡·亞歷山德羅維奇親王

### 8日
- Don G. Abel，美國律師和華盛頓州最高法院大法官

### 9日
- 納扎里奧·貝爾馬，西班牙足球運動員、電影製片人和律師
- 伊恩·博廷，紐西蘭國際橄欖球聯盟球員
- 維尼修斯·德·莫賴斯，巴西作家、詩人和外交官

### 10日
- 木村駒子，日本女權主義者、女演員、舞蹈家、劇院經理和雜誌編輯

### 11日
- 齊格蒙特·柏林，波蘭將軍和政治家

### 12日
- 唐納德·比蒂，美國飛行員、探險家和發明家

### 13日
- 約瑟夫·布倫南，愛爾蘭菲安娜·法伊爾政治家
- 博茨瓦納第一任總統塞雷茨·卡马[52]

### 14日
- 費利克斯·別列津，蘇俄數學家和物理學家

### 16日
- 羅伯特·布拉克曼，美國藝術家和教師，以大型人物作品、肖像和靜物畫而聞名。

### 17日
- Don “Red” Barry，美國電影和電視演員
- 鮑裡斯·德勞內，俄羅斯數學家

### 19日
- 尼哈特·埃里姆，土耳其政治家和法學家，土耳其第30任總理
- 漢斯·摩根索（Hans Morgenthau），德裔美國法學家和政治學家，專門研究外交關係；對國際關係理論和國際法研究做出了里程碑式的貢獻

### 20日
- 威廉·巴特爾，美國海軍陸戰隊少將
- 彼特·布曼，荷蘭業餘足球運動員，曾為國家效力
- 拉多·古迪亞什維利，蘇聯畫家

### 21日
- 萨拉丁·比塔尔，敘利亞政治家，兩屆敘利亞總理

### 22日
- 鮑勃·鮑登，澳大利亞足球運動員，里士滿

### 23日
- 莫莉·施泰默，烏克蘭無政府主義活動家；在成為攝影師之前，曾多次因無政府主義活動而搬遷

### 24日
- J. S. Brenner，美國蒙大拿州政治家
- 彼得·塞勒斯，英國喜劇演員和演員[53]
- Uttam Kumar，印度電影演員、製片人、導演、編劇、作曲家和重播歌手，主要在孟加拉電影界工作

### 25日
- 弗拉基米尔·维索茨基，蘇聯創作歌手、詩人和演員

### 26日
- 彼得·勒內·奧斯卡·巴厘，瑞士植物插畫家、植物學家和分類學家
- 肯尼思·泰南，英國戲劇評論家
- 艾倫·霍斯金斯（Allen Hoskins），美國兒童演員，1922 年至 1931 年在105部 Our Gang 短片中飾演法里納的角色
- 伊本·薩菲（Ibn-e-Safi），來自巴基斯坦的烏爾都語小說家、小說家和詩人。

### 27日
- 穆罕默德-礼萨·巴列维，60歲，伊朗国王。[54]
- 拉什迪·阿巴扎，埃及電影和電視演員
- 李逸，28歲，馬來西亞歌手。[55]

### 30日
- 查理斯·麥格勞，美國舞臺、電影和電視演員

### 31日
- 帕斯誇爾·喬丹，德國物理學家

### 未知日期
- 赫伯特·貝斯特，英裔美國兒童文學和科幻小說作家

## 8月

### 1日
- 加德纳·博尔特比，加拿大水手和奧運獎牌得主
- 派翠克·德派勒，法國賽車手
- 斯特羅瑟·馬丁，61歲，美國電視和電影演員

### 2日
- 佩奇·貝爾徹，美國共和黨政治家
- 凡爾登·斯科特（Verdun Scott），代表紐西蘭參加板球和橄欖球聯賽的運動員。截至 2022 年，他是唯一一位這樣做的球員

### 4日
- 格奧爾格·奧曼，德國數學家

### 5日
- 哈羅德·朗內爾斯，美國新墨西哥州眾議員

### 6日
- 馬里諾·馬里尼，義大利雕塑家和教育家

### 7日
- 阿爾伯特·比特納，德國指揮家

### 8日
- 阿曼，伊朗-亞美尼亞演員
- 保羅·特裡奎特，二戰加拿大上尉，二戰維多利亞十字勳章獲得者
- 奧列格·格裡戈里耶維奇·科諾年科，蘇聯宇航員小組LII-1成員

### 9日
- 傑奎琳·考克倫，美國飛行員
- 埃利奧特·紐金特，美國演員、劇作家、作家和電影導演

### 10日
- 加雷斯·埃文斯，英國哲學家
- 叶海亚·汗，巴基斯坦將軍和政治家，巴基斯坦第三任總統

### 13日
- 博吉斯瓦夫·馮·博寧，德國國防軍上校

### 14日
- 多蘿西·斯特拉滕，加拿大女演員和模特[56]

### 15日
- 威廉·胡得·辛普森，美國將軍[57]

### 16日
- 凯文·布莱克韦尔，紐西蘭公路和場地自行車運動員，英聯邦運動會獎牌得主

### 17日
- 哈羅德·亞當森，美國抒情詩人
- 阿扎里亞·張伯倫（Azaria Chamberlain），被野狗殺死，母親被控謀殺而被错误監禁

### 18日
- 諾曼·卡茲登（Norman Cazden），美國作曲家，他的巔峰創作時期被麥卡錫時代的政治壓力所掩蓋[58]

### 19日
- 奧托·弗蘭克，猶太日記家，安妮·弗蘭克父親

### 20日
- 阿斯塔曼，印尼演員
- Naemi Briese，瑞典電影女演員
- 喬·達辛（Joe Dassin），美籍法國創作歌手[59]

### 21日
- 傑克·奇瑟姆，南非板球運動員，參加過24場測試賽

### 22日
- L. C. Bates，非裔美國民權活動家
- 加夫列爾·岡薩雷斯·魏德拉，智利第24任總統
- 阿爾弗雷德·紐鮑爾，1926 年至 1955 年梅賽德斯-賓士大獎賽車隊的賽車經理
- 詹姆斯·史密斯·麦克唐纳，美國飛行員、工程師和商人。

### 24日
- 安德烈·帕罗特（Andre Parrot），法國考古學家，專門研究古代近東。他領導了黎巴嫩、伊拉克和敘利亞的發掘工作
- Yootha Joyce，英國女演員

### 25日
- Santos P. Amadeo，波多黎各律師、法學教授和參議員
- 高爾·錢皮恩，美國戲劇導演、編舞家和舞蹈家[60]

### 26日
- 羅莎·阿爾巴赫-雷蒂，奧地利電影和舞臺女演員，同情納粹
- 特克斯·艾弗里，美國動畫師、漫畫家、導演和配音演員[61]
- 吉米·福雷斯特（Jimmy Forrest），美國爵士音樂家，在他的整個職業生涯中都演奏次中音薩克斯管
- Miliza Korjus，波蘭-愛沙尼亞抒情女高音歌劇歌手，在好萊塢黃金時代出現在美國和墨西哥古典有聲電影中

### 27日
- 赫爾曼·比姆，NASCAR 全國系列賽車手和車隊老闆

### 29日
- 佛朗哥·巴薩利亞，義大利精神病學家、教授[62]
- 路易·達奎爾·德·佩萊波瓦（Louis Darquier de Pellepoix），法國納粹合作者，維希政權猶太事務總專員

### 30日
- Big Brown，美國街頭詩人、表演者和唱片藝術家

### 31日
- 魯道夫·阿雷納，巴西演員

## 9月

### 1日
- Reg Bentley，加拿大冰球運動員
- 弗蘭克·拉曼納（Frank LaManna），美國棒球運動員

### 2日
- C. K. Alexander，埃及演員、導演、作曲家和劇作家

### 3日
- 芭芭拉·奧尼爾，美國女演員[63]
- Dirch Passer，丹麥演員
- 鄧肯·雷納爾多，羅馬尼亞出生的美國演員
- 法比安·馮·施拉本多夫，德國法學家、軍人，德國抵抗阿道夫·希特勒的成員

### 4日
- 沃爾夫岡·根特納，德國實驗核物理學家

### 5日
- 唐·班克斯，澳大利亞音樂會、爵士樂和商業音樂作曲家
- 芭芭拉·洛登，美國女演員、電影和戲劇導演

### 6日
- 喬·布拉德福德，英國職業國際足球運動員

### 8日
- 威拉得·利比，美國化學家，諾貝爾化學獎獲得者[64]
- 布魯斯·杜蘭德（Bruce Dooland），澳大利亞板球運動員，曾為澳大利亞國家板球隊參加過三場測試賽

### 9日
- 哈羅德·克魯曼，美國戲劇導演和戲劇評論家
- 約翰·霍華德·格裡芬（John Howard Griffin），美國記者和作家，撰寫有關種族平等的文章

### 11日
- Junius “Rainey” Bibbs，美國棒球運動員
- Harry Hulihan，美國棒球運動員
- 厄尼·奧維茨（Ernie Ovitz），美國棒球運動員
- Garth Mann，美國棒球運動員

### 12日
- 莉蓮·倫道夫，美國女演員
- 安德列·謝隆，法國國際象棋選手、殘局理論家和殘局研究作曲家

### 13日
- 弗雷德·比恩斯，美國海軍陸戰隊準將

### 14日
- 多明戈·阿塞多，西班牙足球運動員

### 15日
- 比爾·艾文斯，美國爵士鋼琴家[65]

### 16日
- 讓·皮亞傑，瑞士心理學家。[66]

### 17日
- 哈羅德·博阿斯，澳大利亞城市規劃師和建築師
- 安纳斯塔西奥·索摩查·德瓦伊莱，尼加拉瓜總統[67]

### 18日
- 弗兰克·安德松，加拿大國際象棋大師和作家
- 凯瑟琳·安·波特，美國作家

### 19日
- 索爾·萊瑟，美國電影製片人

### 20日
- 瑪麗·佈雷姆納（Marie Bremner），澳大利亞女高音歌唱家，因在吉伯特和沙利文歌劇中的表演而被人們銘記
- 克利福德·布里克爾，加拿大長跑運動員

### 21日
- 埃伯哈德·馮·布賴滕布赫，德國騎兵軍官，參與了針對阿道夫·希特勒的軍事陰謀

### 23日
- 吉姆·富歇，南非第五任總統
- 艾倫·斯特羅德·坎貝爾·羅斯，英國語言學專家

### 24日
- 比爾·艾爾斯，美國棒球運動員

### 25日
- 理查·里夫·巴克斯特，美國法學家
- 约翰·博纳姆，英國搖滾鼓手（齊柏林飛艇）
- 刘易斯·迈尔斯通，美國電影導演[68]
- 瑪麗·安德，愛沙尼亞詩人

### 26日
- 丹麥安妮公主
- Albert C. Bostwick Jr.，美國障礙賽騎師、純種賽馬主人、飼養員和訓練師

### 29日
- 郭澄，中華民國政治人物、前行政院研考會主委、前國民大會秘書長
- 朱克森·巴頓，英國殖民地行政長官、斐濟總督、西太平洋事務高級專員
- 哈羅德·布魯姆（Harold F. Blum），生理學家，探索光和化學物質對細胞的相互作用
- 賓多·瑪莎拉蒂，義大利汽車工程師和商人，被稱為瑪莎拉蒂的經理和瑪莎拉蒂兄弟之一

## 10月

### 2日
- 普魯士的亞歷山德琳，德國王儲威廉的長女和第五個孩子
- 约翰·科特拉瓦拉，斯裡蘭卡軍人和政治家，錫蘭第三任總理
- 瓦倫丁·瓦爾拉莫夫，俄羅斯噴氣式飛機飛行員，入選空軍第1大隊

### 6日
- 埃德里克·巴斯蒂安，英國陸軍軍官，南澳大利亞州州長和塔斯馬尼亞州州長
- Hattie Jacques，英國女演員
- Jean Robic，法國公路賽車手，贏得 1947 年環法自行車賽冠軍

### 8日
- 蘇珊娜·貝蒂隆，法國二戰抵抗戰士，被授予榮譽軍團勳章
- 莫裡斯·馬特諾，法國大提琴家，第一次世界大戰期間的無線電報員和發明家

### 10日
- Carlo Annovazzi，義大利足球運動員
- 伊莉莎白·拉梅爾（Elizabeth Rummel），德裔加拿大登山家和環保活動家[69]

### 12日
- 阿爾貝托·德米切利，烏拉圭政治人物，烏拉圭前總統

### 14日
- 勞倫斯·貝克（Lawrence Baker），美國網球管理員和球員，美國大衛斯杯隊長
- 奧斯卡·阿萊曼，阿根廷爵士吉他手、歌手和舞者

### 15日
- 約翰·亨利·巴爾奇，美國海軍預備役軍官，因在第一次世界大戰中的行動而獲得榮譽勳章
- 希臘和丹麥的彼得王子[70]
- 米哈伊尔·拉夫连季耶夫，蘇聯數學家和流體動力學家

### 16日
- 雪麗·布斯，美國女演員

### 17日
- Narciso J. Alegre，菲律賓公民自由宣導者，Young Philippines 的創始人

### 18日
- 漢斯·埃哈德，德國律師和政治家

### 19日
- 鮑比·鮑爾德，蘇格蘭職業足球運動員

### 20日
- 伊莎貝爾·巴內特，蘇格蘭廣播和電視名人

### 21日
- 漢斯·亞斯伯格，奧地利兒科醫生，阿斯伯格綜合症以他的名字命名
- 嵐寛壽郎，日本電影演員
- 埃利-奧斯卡·貝特朗，加拿大商人和下議院代表
- 瓦爾科·切爾文科夫，保加利亞共產黨領導人和政治家，保加利亞第34任總理
- 埃德尔米罗·胡利安·法雷利，阿根廷將軍，阿根廷第28任總統

### 22日
- 薩米·安戈特，美國拳擊手，世界羽量級冠軍

### 23日
- 小查理斯·阿德勒，美國工程師和發明家
- 馬里亞諾·蘇亞雷斯，厄瓜多爾政治家，厄瓜多第27任總統

### 25日
- 維吉爾·福克斯，美國管風琴家
- 維克多·加林德斯，阿根廷拳擊手
- 薩希爾·盧迪安維，烏爾都語/印度斯坦文詩人和印地語電影作詞人

### 26日
- 馬爾塞洛·卡丹奴，葡萄牙政治家和學者，第101任葡萄牙總理

### 27日
- 裘蒂·拉馬什，加拿大政治家、律師、作家和廣播員
- 史蒂夫·佩雷格林·托克，英國搖滾音樂家
- 約翰·范扶累克，美國物理學家，諾貝爾獎獲得者[71]

### 28日
- 何非凡，香港電影、粵劇演員。

### 29日
- 喬治·博勒·奧利維爾，馬爾他政治家和政治家，馬爾他第7任總理

### 31日
- 伊莉莎白·史密斯·弗裡德曼，美國密碼學家[72]
- 揚·韋裡奇，捷克演員、劇作家和作家

### 日期不詳
- 多蘿西·布魯姆（Dorothy Blum），美國計算機科學家和密碼分析師，曾在國家安全局工作

## 11月

### 2日
- 威利·薩頓，美國銀行劫匪

### 3日
- 路德維希·霍爾，瑞士作家，德語寫作

### 4日
- 肯尼斯·布萊克本，英國殖民官員，牙買加第一任總督
- Elsie MacGill，加拿大工程師，世界上第一位獲得航空工程學位的女性，也是加拿大第一位獲得電氣工程學士學位的女性
- 約翰尼·歐文，威爾士職業拳擊手

### 5日
- 路易斯·阿爾特，美國鋼琴家、詞曲作者和作曲家
- 卡罗琳·布雷迪（Caroline Brady），美國語言學家，專門研究古英語和古挪威語作品

### 6日
- Aedy Moward，印尼演員

### 7日
- 史提夫·麥昆，美國演員[73]
- 沃爾夫岡·魏勞赫，德國作家、記者和演員

### 8日
- 戈登·羅伯特·阿奇博爾德，蘇格蘭畫家
- 克勞迪奧·賓卡茲，阿根廷國際足球和橄欖球聯盟球員

### 9日
- 維克多·森·楊，65歲，美國角色演員

### 10日
- Marion Allnutt，福利工作者，非政府組織澳大利亞婦女國民服務局指揮官

### 11日
- 雷納托·巴比耶里，義大利賽艇運動員和奧運會獎牌得主

### 12日
- 安德列·阿瑪律裡克，蘇聯作家和持不同政見者

### 16日
- 尼古拉斯·比維爾，德國國際足球運動員
- 伊莫金·哈索爾，英國女演員

### 18日
- 亞瑟·亞當斯，新罕布什爾大學校長
- 康恩·史密斯，加拿大商人、士兵和冰球和賽馬運動員

### 19日
- 瑪格麗特·艾特肯，加拿大作家、專欄作家、記者和政治家
- E. J. Bowen，英國物理化學家

### 20日
- 漢斯·馮·博內堡-倫斯菲爾德，德國國防軍將軍
- 阿夫坦迪爾·戈戈貝里澤，蘇聯足球運動員
- 约翰·麦克尤恩，澳大利亞政治家，澳大利亞第18任總理

### 21日
- 薩拉·加西亞，墨西哥女演員

### 22日
- 倫納德·巴爾，美國單口喜劇演員、電影演員和舞者
- 梅·蕙絲，美國女演員

### 23日
- R. Allatini，奧地利裔英國小說家，以筆名 R. Allatini、A.T. Fitzroy、Cyril Scott 夫人、Lucian Wainwright 和 Eunice Buckley寫作

### 24日
- 喬治·亞倫斯，俄裔美國雕塑家
- 赫伯特·瓊脂，美國記者和普利策獎獲得者
- 喬治·拉夫特，美國演員

### 25日
- 喬治·阿姆斯伯格，澳大利亞大律師和法官
- 赫伯特·弗拉姆，美國網球運動員[74]

### 26日
- 雷切爾·羅伯茨，英國女演員
- 彼特·德保羅，美國賽車手，被人們銘記為他這一代最偉大的賽車手之一

### 29日
- 多萝西·戴，美國記者和社會活動家

## 12月

### 1日
- 弗蘭克·布斯，美國游泳運動員和奧運獎牌得主

### 2日
- 罗曼·加里，立陶宛裔法國作家[75]

### 3日
- 奥斯瓦尔德·莫斯利，英國法西斯領袖[76]

### 4日
- 斯努·阿貝卡西斯，丹麥-葡萄牙出版商
- 阿德利諾·阿馬羅·達·科斯塔，葡萄牙政治家
- 漢密爾頓·雪麗·阿梅拉辛格，斯里蘭卡外交官和公務員，駐印度高級專員，駐尼泊爾和阿富汗大使，聯合國大會主席
- 喬·伯奇，英國職業足球運動員
- 布龙迪·耶诺，匈牙利水球運動員和奧運會獎牌得主
- 簡尼路，葡萄牙律師，葡萄牙第109任總理
- 斯坦尼斯瓦娃·瓦拉谢维奇，波蘭跑步者

### 6日
- 瑪格特·貝內特，蘇格蘭出生的編劇，犯罪和驚悚小說作家

### 7日
- Beechi，卡納達語幽默家
- Darby Crash，美國搖滾詞曲作者、歌手

### 8日
- 西奧·布魯爾，德國國際足球運動員
- 约翰·列侬，英國創作歌手和吉他手[77]

### 10日
- 耶路撒冷宗主教本篤一世

### 12日
- Jean Lesage，加拿大律師和魁北克省省長

### 13日
- 美國部長、商人和報紙出版商弗萊明·亞歷山大（Fleming Alexander）創立了《羅阿諾克論壇報》

### 14日
- 休·比德爾，羅得西亞律師、政治家、法官、南羅得西亞首席大法官
- Nichita Smochină，摩爾多瓦活動家
- 埃爾斯頓·霍華德（Elston Howard），美國職業棒球運動員，曾是接球手和左外野手

### 16日
- 哈兰德·桑德斯，美國速食企業家[78]
- 赫爾穆斯·沃爾特，德國工程師和發明家
- 彼得·科林森，英國電影導演

### 17日
- 艾哈邁德·伯曼，土耳其國際足球運動員

### 18日
- 阿列克谢·柯西金，蘇聯政治家，蘇聯總理
- 阿爾貝·瑪律蓋，塞拉利昂第二任總理

### 19日
- 埃克托尔·何塞·坎波拉，阿根廷庇隆主義政治家，阿根廷第1909任總統

### 20日
- 方豪 (人) ，(中央研究院院士)。[79]

### 21日
- 菲力浦·萊蒙·巴伯，美國語言學家、歷史學家和廣播員
- 馬克·康納利，美國劇作家[80]

### 22日
- 米里亞姆·巴蒂斯塔，美國女演員，主要以她早期在無聲電影中擔任童星而聞名

### 24日
- 卡羅琳·范·胡克·比恩，美國印象派畫家
- 卡尔·邓尼茨，德國海軍上將，德國第四任總統[81]
- 海基·利马泰宁，芬蘭奧林匹克運動員
- 西吉·諾德斯特羅姆，美國模特、女演員、藝人、社交名媛和諾德斯特羅姆姐妹樂隊的主唱

### 25日
- 顧頡剛 (誠吾)，(中央研究院院士)。[79]
- 弗雷德·埃姆尼，英國角色演員和喜劇演員

### 26日
- 愛德華·阿賈多，奈及利亞短跑運動員和帝國運動會獎牌得主
- 朱塞佩·巴爾博，義大利畫家
- 理查·蔡斯，美國連環殺手和食人族

### 28日
- James N. Bloodworth，阿拉巴馬州最高法院大法官
- 阿米爾·埃拉希（Amir Elahi），代表兩國的印度-巴基斯坦板球運動員
- 薩姆·萊文，俄裔美國百老匯、電影、廣播和電視演員兼導演

### 29日
- 蒂姆·哈丁，美國音樂家[82]

### 30日
- 弗蘭克·貝克（Frank Baker），澳大利亞裔美國演員和特技演員
- 喬治·比爾，英國足球運動員

### 31日
- 艾倫·貝爾豪斯，澳大利亞數學家、教師、音樂家、北悉尼交響樂團創始人
- 鮑勃·肖基（Bob Shawkey），美國棒球投手，在美國職業棒球大聯盟打了十五個賽季
- Dalbir Bindra，加拿大神經心理學家
- 阿卜杜勒哈菲德·布蘇夫，阿爾及利亞民族主義者，阿爾及利亞獨立戰爭期間民族解放陣線（FLN）領導人
- 馬素·麥克魯漢，加拿大作家和教授[83]
- 拉烏爾·沃爾什，美國電影導演
- JW Milam，美國殺人犯和白人至上主義者

## 日期不詳
- 賈斯蒂西亞·阿庫尼亞，智利第一位成為土木工程師的女性
- M. P. Alladin，特立尼達和多巴哥藝術家、詩人、作家、教師和公務員
- 瑪麗亞·阿爾瓦雷斯·德·吉倫，薩爾瓦多女商人、作家和女權活動家
- 列夫·巴蘭丁，蘇聯游泳運動員和歐洲錦標賽獎牌得主
- 瑪格麗特·巴林格（Margaret Ballinger），南非政治家，南非自由黨第一任主席
- 羅伯特·巴伯，蘇格蘭飛行員，第一次世界大戰的飛行王牌
- 阿奇·貝葉斯，英格蘭足球守門員
- 胡安·貝蘇佐，烏拉圭國際足球運動員
- 弗蘭克·比爾比，英國職業橄欖球聯盟足球運動員